# إدوارد سترينغر
المارشال الجوي إدوارد جاكسون سترينغر (بالإنجليزية: Edward Jackson Stringer)‏ ضابط في سلاح الجو الملكي. من أبريل 2013 إلى يناير 2015 شغل منصب مساعد رئيس الأركان الجوية. منذ مارس 2015 شغل منصب مساعد رئيس هيئة الأركان (العمليات).

## النشأة
درس سترينغر الهندسة في جامعة ليفربول. تخرج بعد حصوله على بكالوريوس الهندسة في عام 1985.

## المسيرة العسكرية
عين سترينغر بفرع الواجبات العامة التابع لسلاح الجو الملكي في 5 سبتمبر 1982 كضابط طيار. كان رقم خدمته هو 5204227كيو. تم إعادة تسليمه إلى ضابط تجريبي في 15 يوليو 1985 بأقدمية في 15 أبريل 1984. بعد التدريب على الطيران تم نشره في قوة جاغوار. ثم أصبح مدربا مؤهلا للأسلحة. تمت ترقيته إلى ضابط طيران في 15 يناير 1986 بأقدمية من 15 أكتوبر 1984 وإلى ملازم رحلة في 15 أبريل 1987. خدم في حرب الخليج الثانية من 1990 إلى 1991. في 1 يناير 1995 تمت ترقيته إلى قائد سرب كجزء من الترقيات نصف السنوية. بين أبريل وسبتمبر 1999 نقل إلى الخليج العربي كجزء من عملية المراقبة الجنوبية للمحافظة على مناطق حظر الطيران العراقية التي عين لها عضوا في أمر الإمبراطورية البريطانية اعترافا بالخدمات المرموقة والمتميزة.
أصبح قائد للسرب 54 حيث تم نشره كقائد قوة جاكوار لغزو العراق في عام 2003. أصبح قائد المحطة في ليمينغ ثم قائد للجناح الجوي 904 الذي يقع مقره في قندهار في عام 2008. تك تكريمه بمنحه وسام قائد أمر الإمبراطورية البريطانية في عام 2009 ضمن تكريمات السنة الجديدة وعين سترينغر قائد مركز الحرب الجوية في وقت لاحق من ذلك العام. في هذا الدور تم نشره كقائد للطائرة الجوية لعملية الناتو في ليبيا (عملية حامية موحدة). تولى منصب ضابط اتصال لرئيس هيئة الأركان المشتركة في واشنطن العاصمة في أكتوبر 2012.
في 5 أبريل 2013 تمت ترقيته إلى منصب نائب الرئيس وعين مساعد رئيس هيئة الأركان الجوية. في يناير 2015 خلفه في ذلك الدور ريتشارد كنيتون. في مارس 2015 تم تعيينه مساعد رئيس هيئة الأركان (العمليات).